# Kozlov (hrad, okres Třebíč)
Hrad Kozlov je hradní zřícenina v katastrálním území obce Kozlany, vystavěná původně na kamenném ostrohu nad řekou Jihlavou. V současnosti se nachází na ostrově, při nižší hladině nádrže na poloostrově přehradní nádrže Dalešice.

## Historie
Hrad, sloužící jako výspa ochránců třebíčského kláštera měl být postaven někdy v polovině 14. století, poprvé je písemně zmíněna v roce 1310. Později sloužil jako sídlo loupeživých rytířů a z tohoto důvodu byl na přání zemských stavů v roce 1466 rozbořen. Později je veden jako pustý. Do dnešních dnů se dochovaly pouze příkopy, základní zdi a torzo věže.

## Hrady stejného či podobného jména
- Kozlov, 2 km jihozápadně od města Lomnice nad Popelkou, okres Semily
- Chlum-Kozlov, 2 km jižně od města Turnov, okres Semily